# شهدخوار فلسطینی
شهدخوار فلسطینی (نام علمی: Cinnyris osea) یک پرنده گنجشک‌سان کوچک از خانوادهٔ شهدخوار است. این پرنده که در بخش‌هایی از خاورمیانه و جنوب صحرای آفریقا یافت می‌شود، به عنوان شهدخوار کاکل‌نارنجی نیز شناخته می‌شود، نامی که به‌طور مشابه برای Cinnyris bouvieri که در جنوب آفریقا یافت می‌شود نیز استفاده می‌شود. در سال ۲۰۱۵، تشکیلات خودگردان فلسطینی این گونه را به عنوان یک پرنده ملی پذیرفت. نام خاص osea از یونان باستان ὁσια (hosia، به معنی "مقدس") گرفته شده‌است.

## نگارخانه

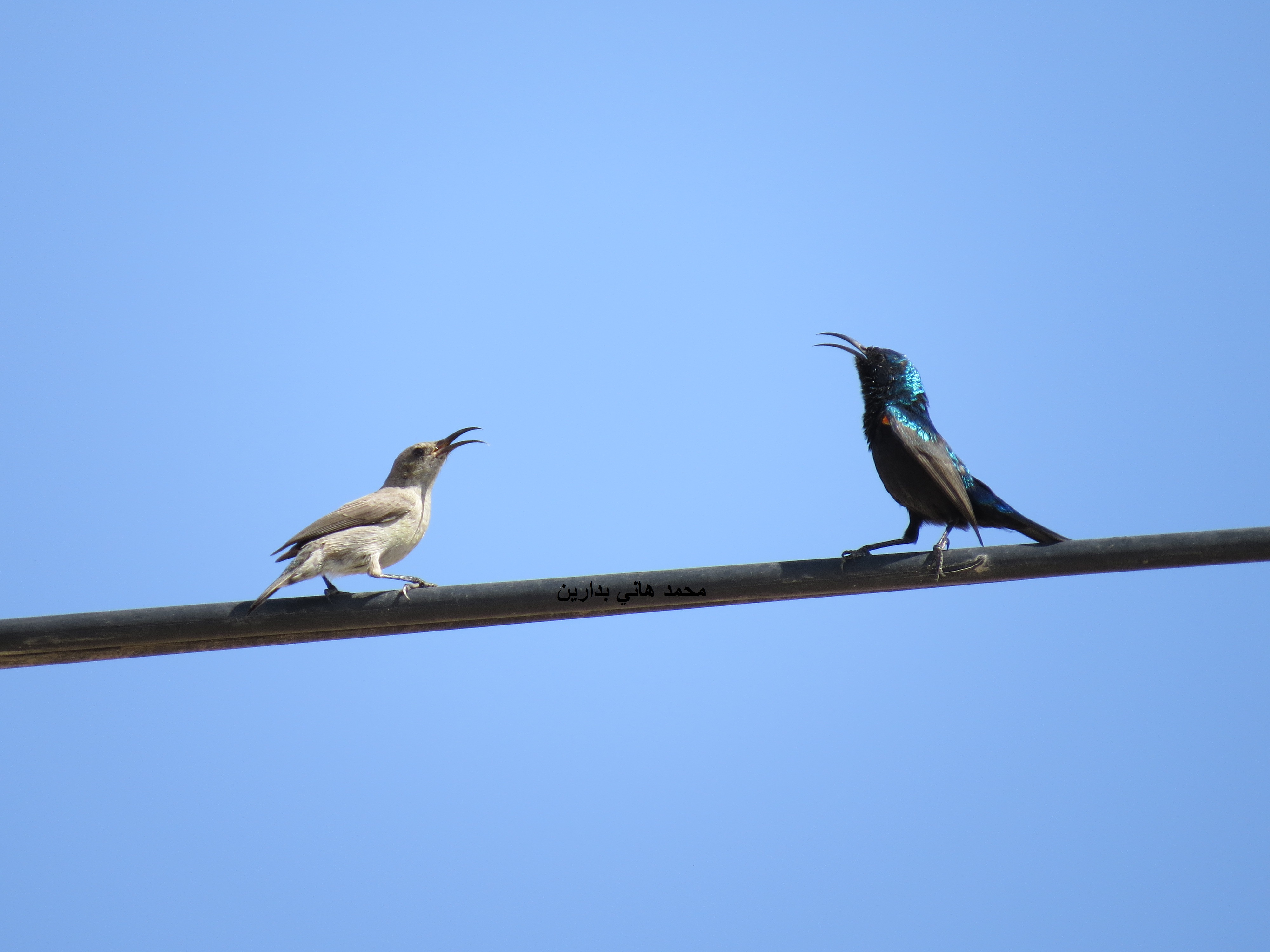
یک جفت در جنوب الخلیل
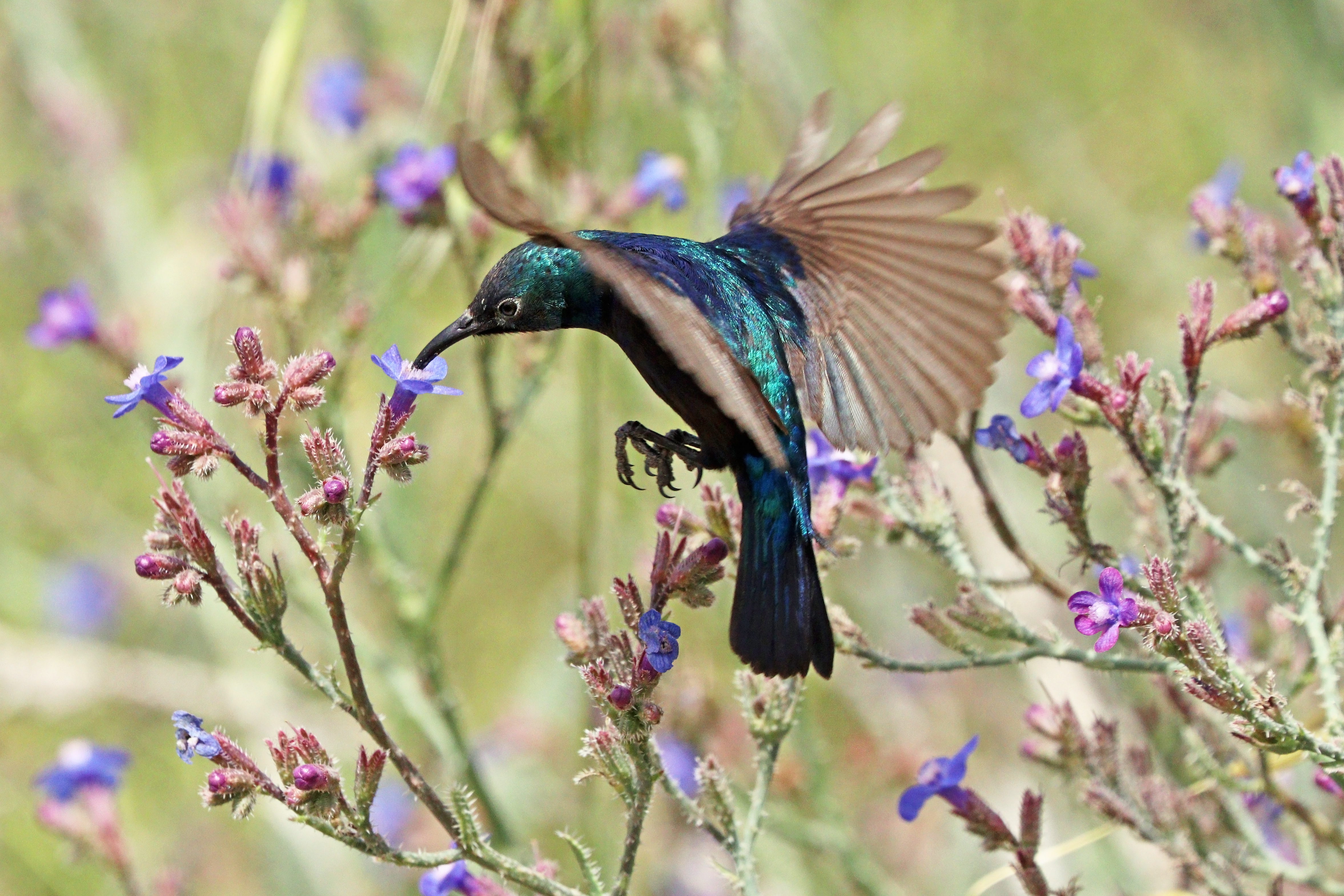
تغذیه نر هنگام پرواز، اردن
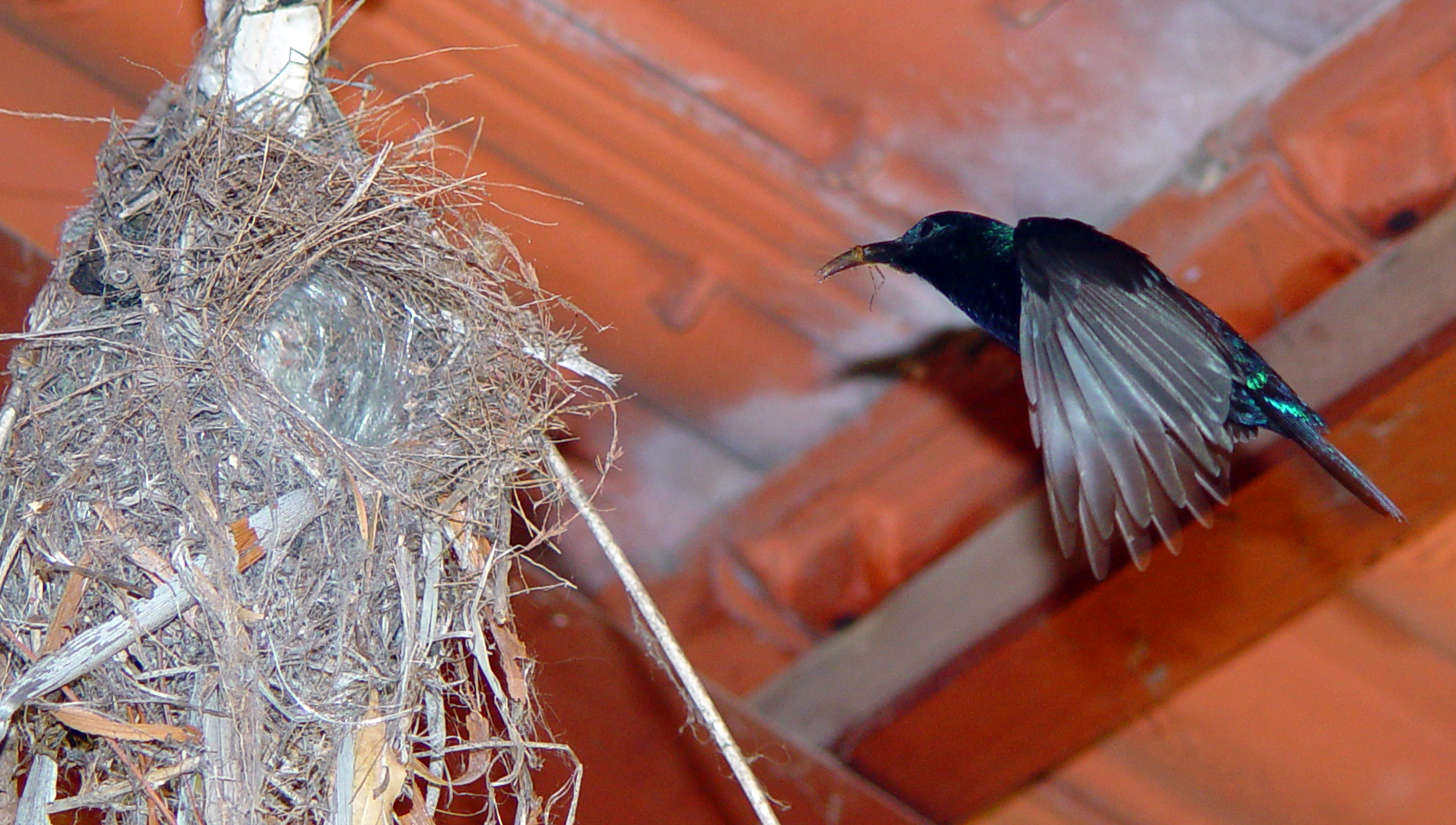
شهدخوار فلسطینی نر در تزوفیت، اسرائیل
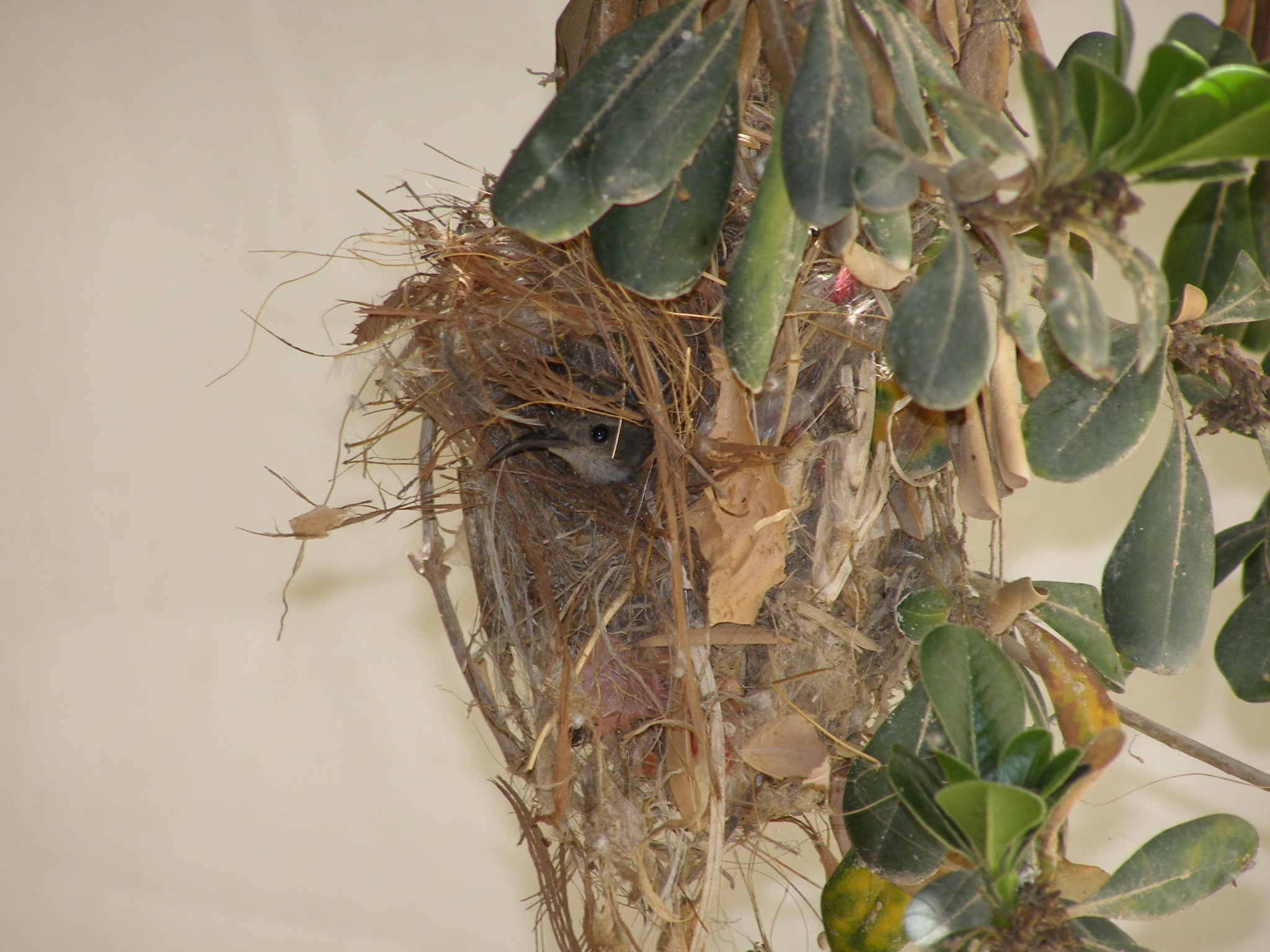
پرنده ماده داخل لانه